# Erycibe beccariana
Erycibe beccariana är en vindeväxtart som beskrevs av Hoogl. Erycibe beccariana ingår i släktet Erycibe och familjen vindeväxter. Inga underarter finns listade i Catalogue of Life.